# Ryan Rohm
Ryan Milton Rohm (né le 22 décembre 1957 à Gastonia, Caroline du Nord) est un théoricien américain des cordes. Il est l'un des quatre physiciens connus sous le nom de quatuor à cordes de Princeton et est responsable du développement de la Théorie des cordes hétérotique avec David Gross, Jeffrey A. Harvey et Emil Martinec,,,, les autres membres du Princeton String Quartet.
Rohm étudie la physique et les mathématiques à Université d'État de la Caroline du Nord (NCSU) avec un baccalauréat en 1980 et obtient un doctorat en physique de l'Université de Princeton en 1985. Il est postdoc de 1985 à 1988 à Caltech. De 1988 à 1995, il est professeur assistant à l'Université de Boston. En 1997, il obtient une maîtrise en informatique au NCSU. Depuis 1998, il travaille sur la physique expérimentale des neutrinos dans l'expérience KamLAND et au Triangle Universities Nuclear Laboratory (TUNL). Depuis 1997, il est également professeur auxiliaire à l'Université de Caroline du Nord à Chapel Hill.